# Цинцадзе, Автандил
Автандил Цинцадзе (род. 31 июля 1982, Тбилиси) — грузинский самбист и дзюдоист, серебряный призёр первенства Грузии по дзюдо 2009 года среди юниоров, бронзовый призёр чемпионата мира 2008 года среди студентов в Каунасе, серебряный (2005) и бронзовый (2006-2009) призёр чемпионатов Европы по самбо, чемпион (2011) и бронзовый призёр (2006) чемпионатов мира по самбо, спортивный функционер. По самбо выступал в легчайшей (до 52 кг) и полулёгкой (до 57 кг) весовых категориях. 
В 2012-2014 годах был главным тренером молодежной сборной Грузии по самбо. Затем два года работал вице-президентом Федерации самбо Грузии, после чего возглавил грузинскую федерацию самбо.